# Expo 1985 (Plovdiv)
L'Expo 1985 Plovdiv è stata un'esposizione specializzata svoltasi a Plovdiv (Bulgaria) nel 1985 sul tema "Le conquiste dei giovani inventori", a cui hanno partecipato 86 paesi del mondo con un totale di 1 milione di visitatori.